# Franciszek Stróżyński
Franciszek Stróżyński (ur. 5 października 1890 w Rozdrażewie, zm. 10 maja 1936 w Poznaniu) – polski działacz socjalistyczny i związkowy.

## Życiorys
Urodził się w chłopskiej rodzinie Józefa Stróżyńskiego i Małgorzaty zd. Hadryan. Po ukończeniu szkoły ludowej, kształcił się w zawodzie kowala. W latach 1909–1911 pracował w fabrykach i hutach żelaza Zagłębia Ruhry. W tym czasie dokształcał się w polonijnych organizacji młodzieżowych. W czasie I wojny światowej walczył w armii niemieckiej na froncie zachodnim. W 1915 dostał się do niewoli francuskiej.  Od lutego 1919 roku był sekretarzem Misji Wojskowej Polsko-Francuskiej. Do Polski wrócił w 1920 roku z armią Józefa Hallera, a potem brał udział w wojnie polsko-bolszewickiej. Dosłużył się stopnia chorążego. W 1923 roku po zwolnieniu z wojska osiadł w Krotoszynie
W 1924 wstąpił do Polskiej Partii Socjalistycznej. Na początku działał na polu lokalnym, tworząc krotoszyński Związek Zawodowy Spożywców. Działał również w ostrowskim oddziale Związku Zawodowego Kolejarzy. Był prominentnym działaczem Związku Zawodowego Robotników Rolnych RP. W latach 1932–1936 był sekretarzem Zarządu Głównego w Warszawie tego związku.
Był jednym z przywódców (obok Stanisława Turtonia i Franciszka Kowalewskiego) poznańskiego oddziału PPS. W latach 1929–1935 był członkiem poznańskiego Okręgowego Komitetu Robotniczego. Założył antysanacyjne i socjalistyczne wydawnictwo "Walka Ludu", pełniąc w nim funkcję redaktora. W 1936 został członkiem Rady Naczelnej PPS.
Zmarł w 1936 roku w Poznaniu z przyczyn zdrowotnych. Pochowany został na górczyńskim cmentarzu ewangelickim (dzisiaj Park Górczyński w Poznaniu). Jego pogrzeb miał charakter uroczystości PPS i związków zawodowych. Mowy pogrzebowe wygłosili Jan Kwapiński, Kazimierz Rusinek i Zbigniew Gajewski. Po wojnie jego grób przeniesiono na cmentarz Miłostowo (pole 3, kwatera ewangelicka).
Jego imieniem nazwana jest ulica na poznańskim Piątkowie.

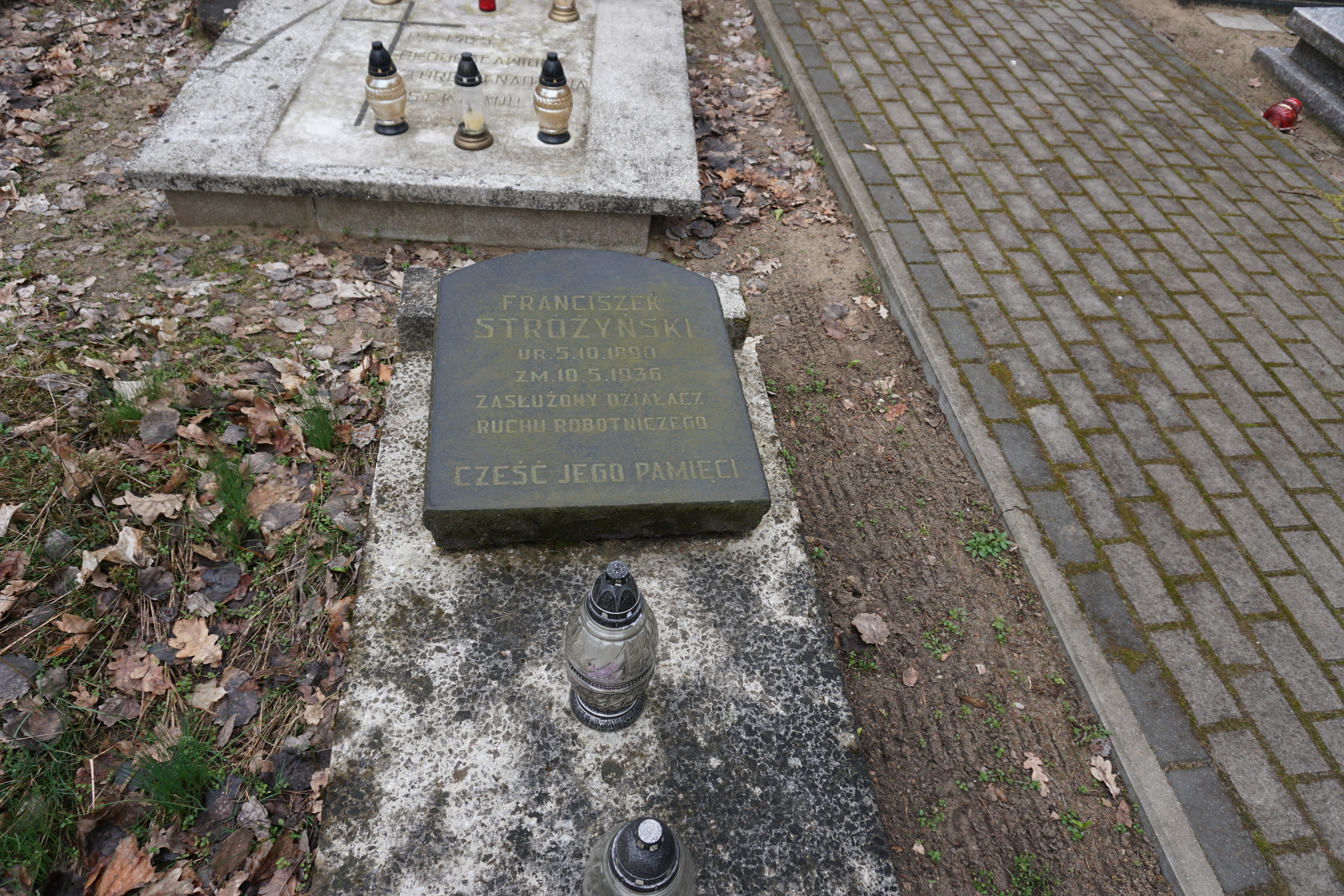
Grób Franciszka Stróżyńskiego na cmentarzu Miłostowo w Poznaniu